# HR 465
HR 465 (HD 9996, GY Andromedae, GY And) ist ein veränderlicher Stern im Sternbild Andromeda. Seine Entfernung beträgt ca. 524 Lichtjahre.  

## Nomenklatur
Der Namensbestandteil HR bezeichnet den Harvard Revised Sternkatalog. Der Nachfolger dieses Kataloges ist heute der Bright-Star-Katalog.
Der Namensteil GY folgt den Regeln zur Benennung veränderlicher Sterne und besagt, dass GY Andromedae der 207te veränderliche Stern ist, der im Sternbild Andromeda entdeckt wurde.

## Eigenschaften
HR 465 ist ein veränderlicher Stern des Typs Alpha2-Canum-Venaticorum. Seine Helligkeit schwankt zwischen 6,27 mag und 6,41 mag.
Der Stern gehört zur Spektralklasse A 2 pe. pe (lateinisch: peculiaris = eigentümlich) kennzeichnet ihn als Gruppenmitglied der CP-Sterne. 
Die magnetische Aktivität des Sterns zeigt eine ungewöhnlich lange Periode mit 23 Jahren. 
Das Spektrum seines emittierten Lichts weist einige Besonderheiten auf. So zeigt es Spektrallinien von Chrom und Europium. Sein auffälligstes Charakteristikum sind jedoch Spektrallinien des chemischen Elements Promethium. Promethium gehört zu den Lanthanoiden und ist radioaktiv. Wahrscheinlich wird es durch die Kernspaltung von Elementen einiger Transurane in der äußeren Hülle des Stern erzeugt.

## Doppelsternsystem
Zwischen den Jahren 1927 und 1935 maß der kanadische Astronom William Edmund Harper am Dominion Astrophysical Observatory die Radialgeschwindigkeit des Sterns. Er kam zu dem Schluss, dass es sich hier um einen spektroskopischen Doppelstern handeln könnte. Im Jahr 1958 bestätigte der amerikanische Astronom Horace W. Babcock die Vermutung von Harper. Die Orbitalperiode (Zeitdauer einer gemeinsamen Umkreisung) beträgt 273 Tage mit einer erheblichen Exzentrizität von 0,47. Der Abstand der beiden Sterne beträgt wenigstens 0,25 AE (ca. 3,74 × 107 km).